# Delahaye Type 145
Pour les articles homonymes, voir Delahaye (homonymie) et 145.
La Delahaye Type 145 est un modèle de voiture de prestige du constructeur automobile français Delahaye, fabriqué à une douzaine d'exemplaires entre 1937 et 1940.

## Historique
À partir de février 1937, Delahaye étudie un moteur V12 à 60° de 4,5 L pour 240 chevaux et 230 km/h à soupapes en tête pour sa nouvelle Delahaye Type 145, pour succéder à la Delahaye Type 135 à moteur 6 cylindres de 3,5 litre. 

Type 145 Henri Chapron (1937) collection Peter Mullin, Rétromobile Paris 2012.
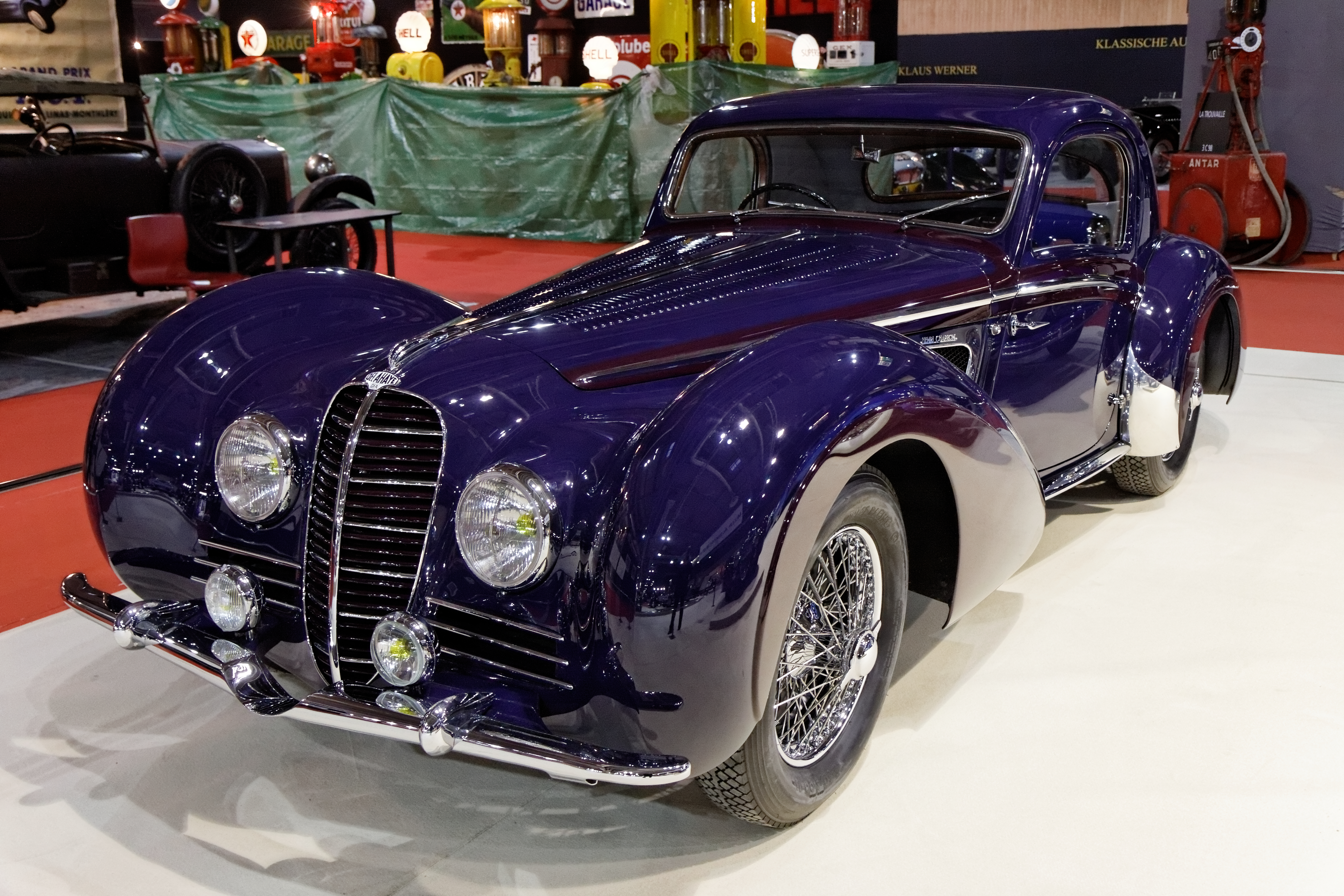
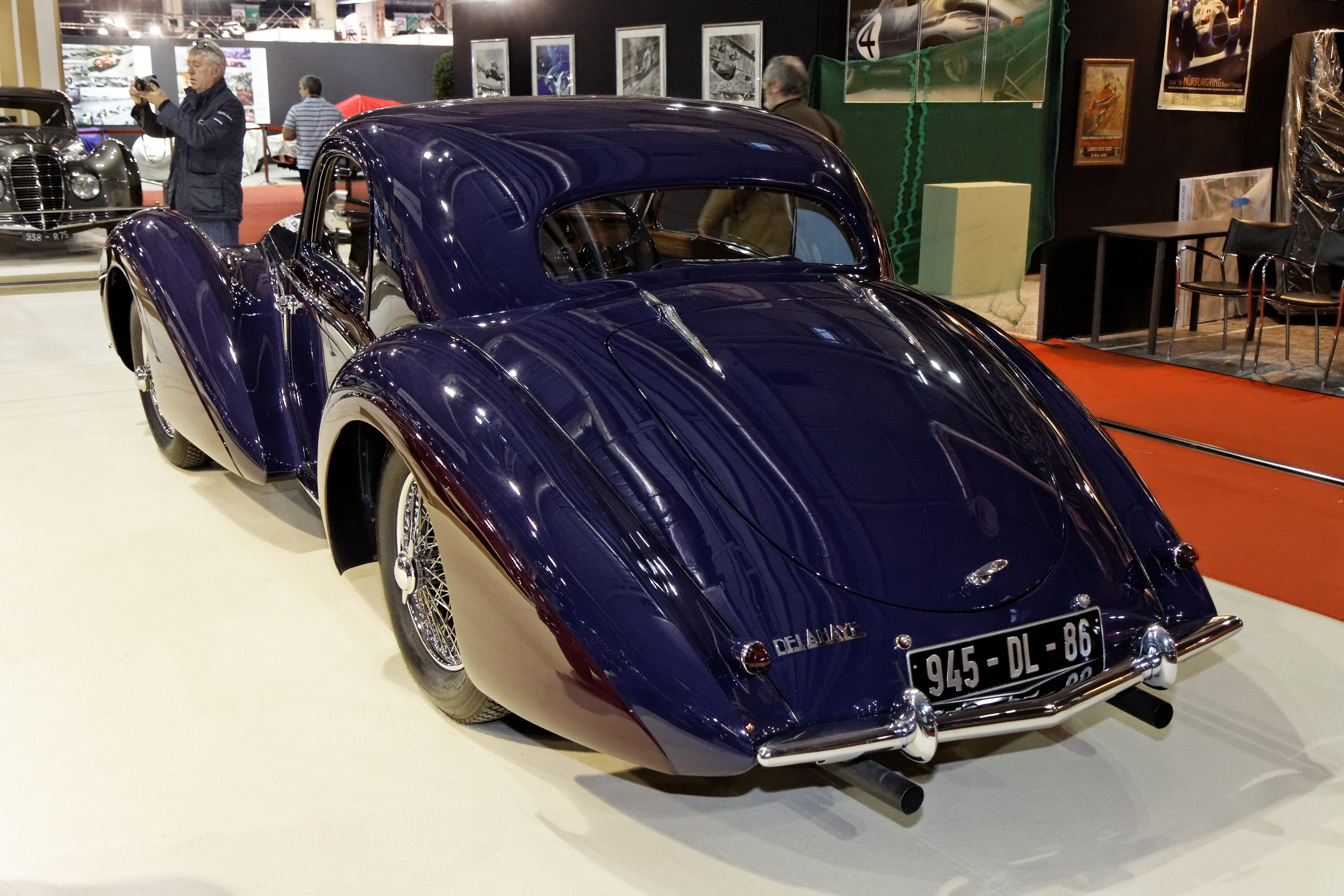

Le 27 août 1937 le pilote français René Dreyfus bat dès sa première tentative le record de vitesse du circuit de Montlhéry au volant de la sa Delahaye Type 145 « Grand Prix » avec une moyenne de 146,654 km/h sur 200 km, et gagne le million de francs offert par le Front populaire et l’Automobile Club de France pour aider les constructeurs automobiles nationaux à financer le développement de voitures de Grand Prix performantes pour les saisons 1938, 1939 et 1940.

Type 145 Marius Franay-Philippe Charbonneaux (1937)
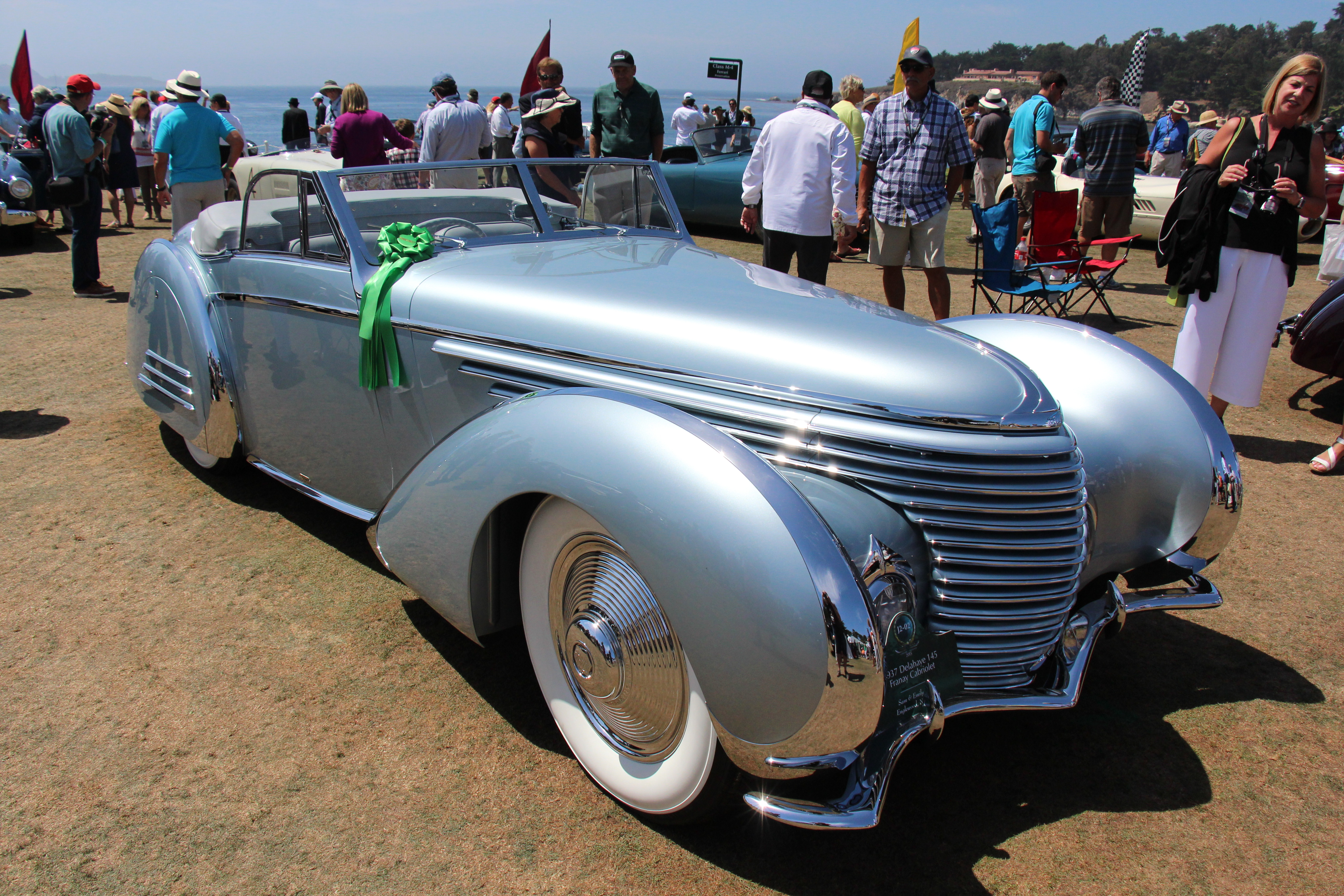
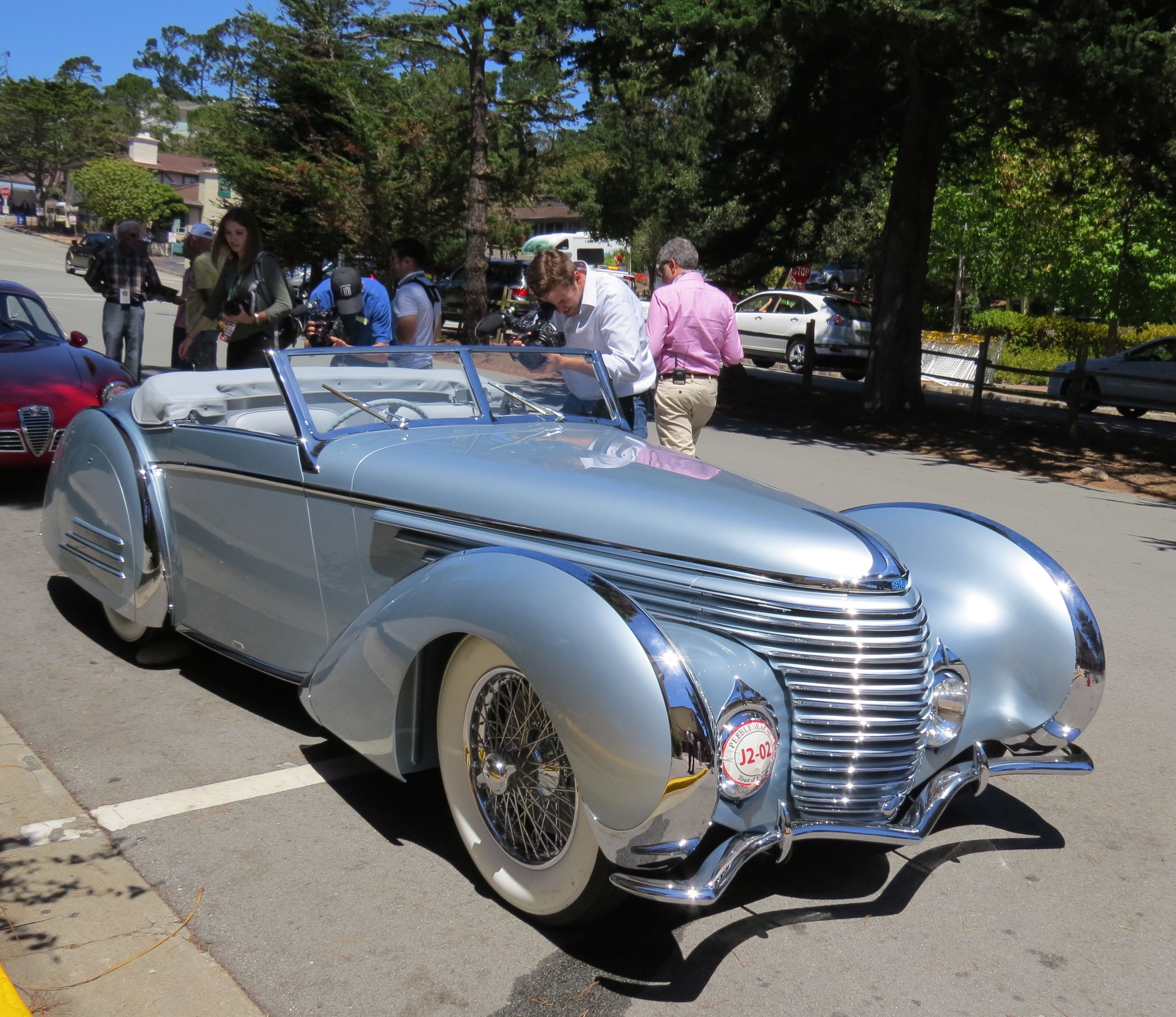

En 1938, René Dreyfus encore, avant son départ pour les États-Unis, remporte les Grand Prix de Pau et International de Cork, avec la T145 (au total quatre autres exemplaires de la Delahaye 145 seront alors construits, pour les grandes courses européennes en Grand Prix). La Seconde Guerre mondiale met fin à la fabrication de ce modèle.

## Quelques victoires et palmarès
- Grand Prix automobile de Pau: 1938 (Dreyfus -et pole position-, 3e Franco Comotti);
- Grand Prix international de Cork: 1938 (Dreyfus).

Type 145 « Grand Prix » (1937) collection Peter Mullin, Rétromobile Paris 2012.
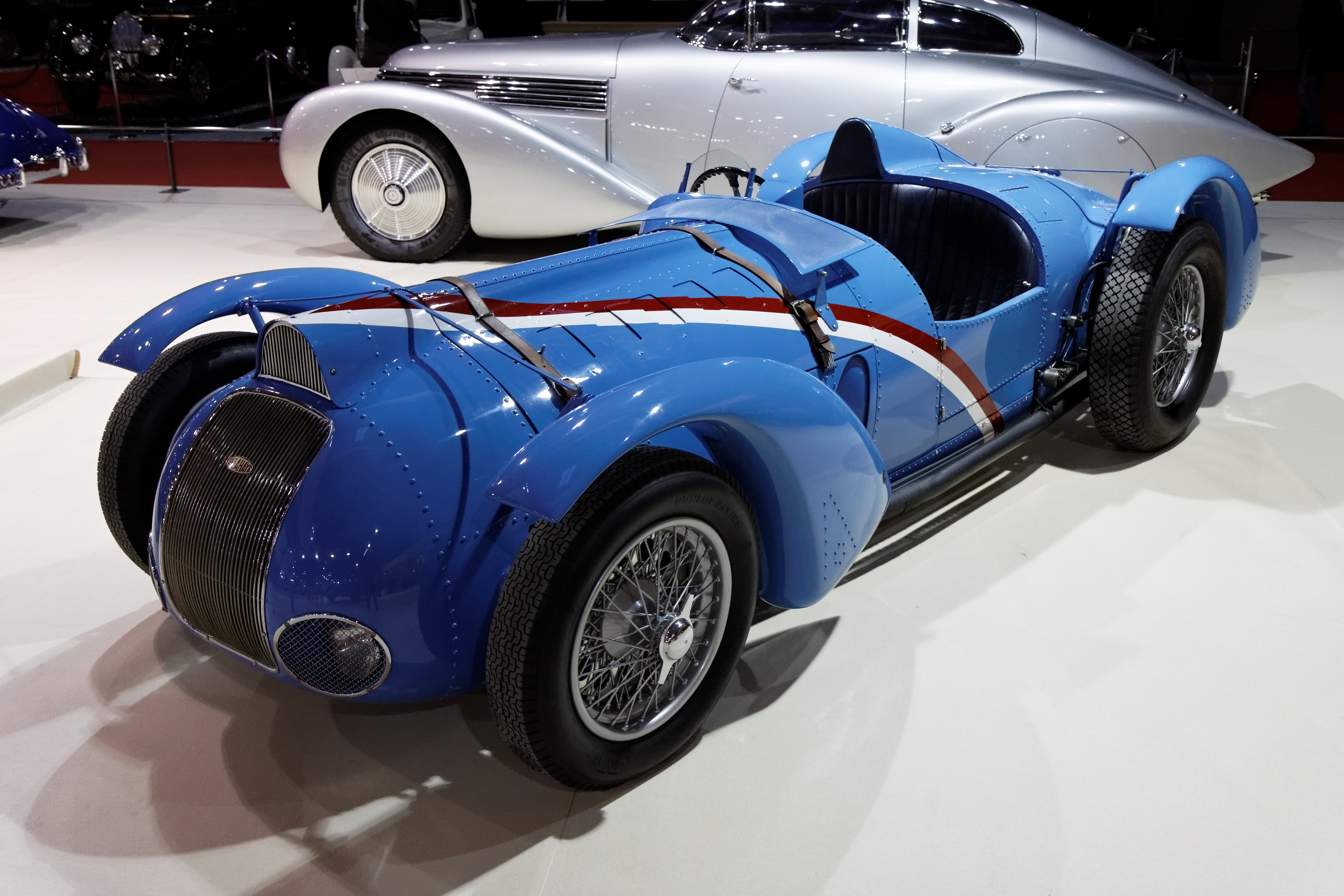
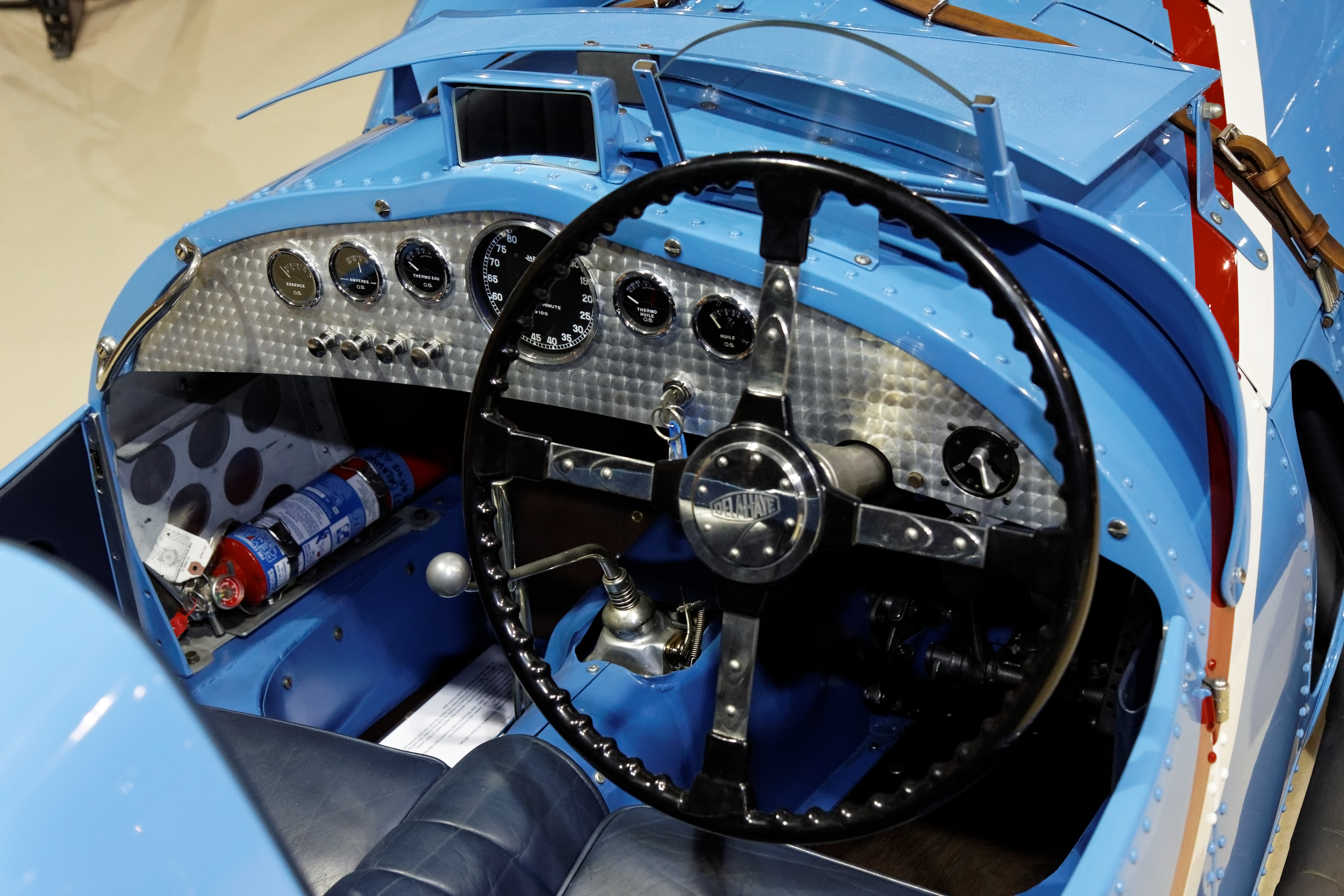

(autres pilotes notoires Laury Schell (1937), « Raph », Maurice Varet, et Robert Mazaud (1939). Dreyfus se classe encore 4e de la Coppa Acerbo 1938 et du GP d'Allemagne 1939 -devant "Raph"-, ainsi que 5e du GP d'Allemagne et de la Coppa Ciano en 1938.)